# Disodné ribonukleotidy

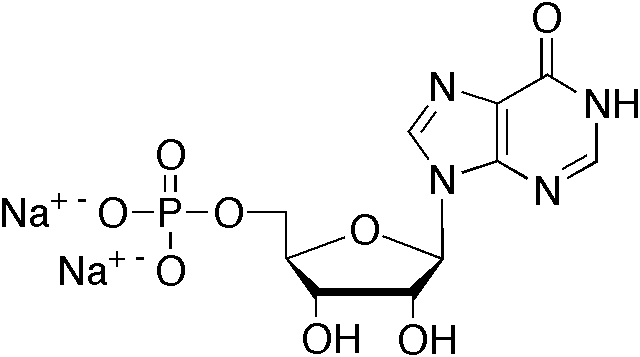
Inosinát disodný

Disodné ribonukleotidy nebo přesněji disodné 5'-ribonukleotidy či E 635 jsou zvýrazňovače chuti, které pomáhají zvýraznit chuť umami tvořenou kyselinou L-glutamovou. Je to směs inozinanu sodného a guanylanu sodného a často se používá v jídlech, která buď přirozeně obsahují glutaman (například bujóny), nebo se k nim přidává glutaman sodný. Obvykle se používá v ochucených nudlích, chipsech, uzeninách, omáčkách nebo pokrmech rychlého občerstvení. Vyrábí se smícháním sodných solí kyseliny guanylové (E626) a inosinové (E630). Směs složená z 98 % glutamanu sodného a 2 % disodných ribonukleotidů zvýrazní chuť jídla až čtyřikrát více, než samotný glutaman sodný.